# Église Notre-Dame de Plourac'h
L'église Notre-Dame est située à Plourac'h en France.

## Localisation
L'église est située sur le territoire de la commune de Plourac'h, dans le département des Côtes-d'Armor en région Bretagne.

## Description
L'église a eu une grande importance au cours du Moyen Âge et a été enrichie de dons importants dont il reste encore des témoignages (calice en vermeil et reliquaire en argent donnés par la duchesse Anne). L'édifice est tout entier en taille de grand appareil. Les piliers de la nef et la rose rayonnante de sa maîtresse vitre accusent la fin du XIVe siècle. Les fenêtres flamboyantes et le porche sud sont du XVe siècle. Le porche est orné des statues des apôtres reposant sur des culs de lampe et sous des dais en pierre. L'ossuaire et le clocher datent du XVIe siècle. Les voûtes en bois sont portées par une corniche sculptée d'animaux fantastiques et de personnages grotesques.
À côté de l'église, dans le cimetière, est érigé un calvaire du XVe siècle. La base est surmontée de trois croix portant Jésus et les deux larrons. Sur les culs de lampe en forme de branches, deux statues de saintes femmes. Au-dessous d'elles, sur le fût, un ange porte les instruments de la Passion. Au pied de la croix, quatre personnages devant une descente de croix. À l'arrière, scène de la flagellation.

## Historique
L'église est classée partiellement et inscrite partiellement au titre des monuments historiques par arrêtés du 29 janvier 1912 et 22 février 1926.

## Galerie

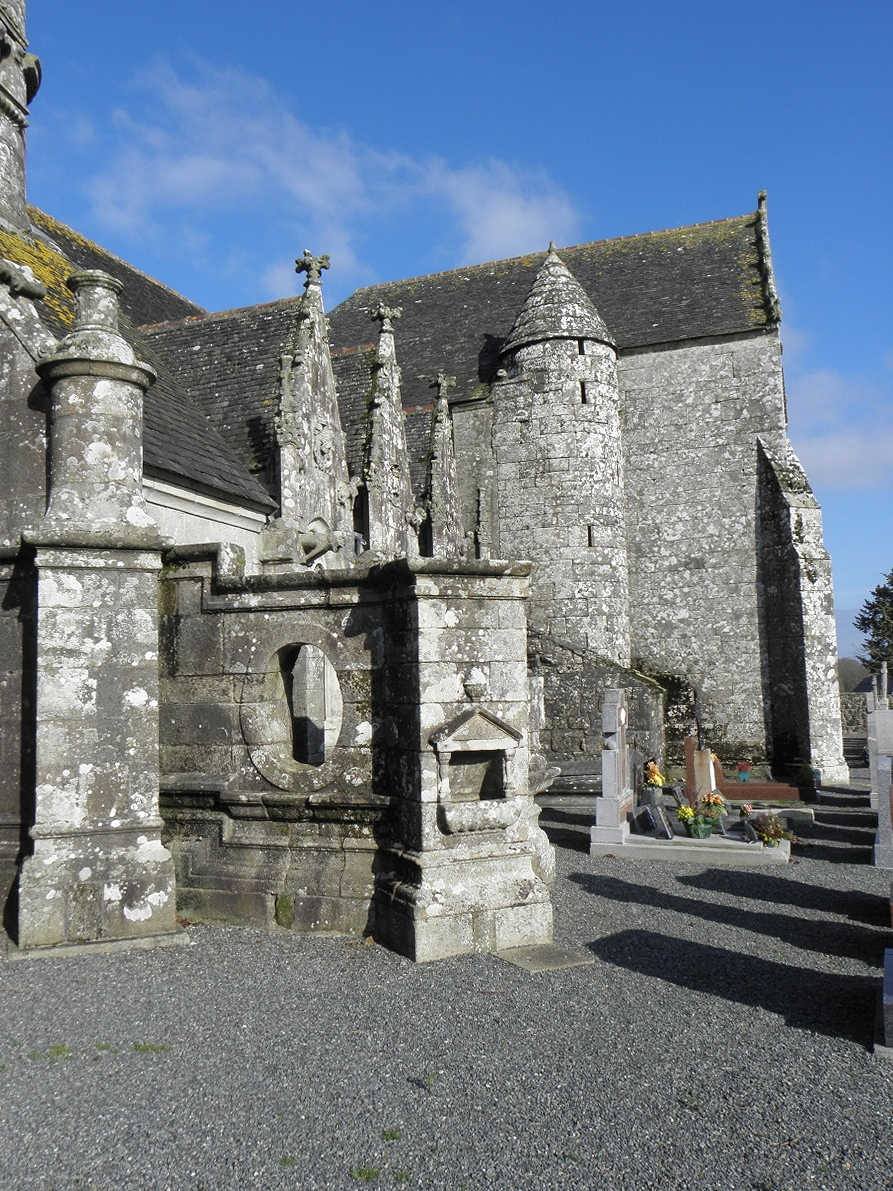